# Milena Di Giuseppantonio
Milena Di Giuseppantonio (Teramo, 24 agosto 1935 – Teramo, 8 maggio 2007) è stata una cantante lirica italiana.

## Biografia
Dopo aver intrapreso lo studio del canto a Teramo si trasferisce a Pesaro, dove si diploma al Conservatorio "Rossini" ed inizia a svolgere attività concertistica in Italia e all'estero. Nel 1963 vince il concorso al Teatro "Belli" di Spoleto debuttando nell'opera mozartiana "Così fan tutte" nel ruolo di Fiordiligi, ed iniziando una brillante carriera di soprano. Trasferitasi a Milano nel 1964, debutta come primo soprano. Come interprete principale partecipa nei maggiori teatri italiani alle opere: "Amico Fritz", "Boheme", "Francesca da Rimini", "Turandot", "Il Pastore", "Arianna e Nesso". A Palermo incontra il baritono Benito Di Bella che sposa, condividendone anche la vita artistica. Con il matrimonio ridimensiona la carriera artistica, e partecipa al concorso al Teatro alla Scala di Milano nel 1968 per soprano utilitè, dove rimane stabilmente fino al 1993 come soprano comprimario, collaborando con i più grandi artisti e diretta dai più noti direttori d'orchestra. Con il complesso scaligero ha eseguito dei tour a Londra e Mosca ed ha partecipato a numerose riprese radiofoniche e televisive.